# Úrio
Úrio ou Ur (em latim: Urius) foi um nobre alamano ativo durante a segunda metade do século IV. Esteve entre os chefes alamanos que participaram na campanha de 357 que culminaria na decisiva batalha de Argentorato contra o césar Juliano. Ele firmou a paz com o Império Romano em 359.